# Beijing huanying ni
Beijing huanying ni (北京欢迎你/北京歡迎你, pinyin : běijīng huānyíng nǐ, signifiant « Pékin te souhaite la bienvenue »), est la chanson officielle d'accueil pour les Jeux olympiques d'été de 2008 à Pékin, sortie le 17 avril 2008, elle dure 7 minutes 17[réf. nécessaire]. 

## Thème de la chanson
Les thèmes principaux de cette chanson sont l'accueil à Pékin, signe de la plus grande ouverture vers le monde de la Chine, mais surtout celui de "un même monde, un même rêve" (同一个世界，同一个梦想 "one world, one dream") principal slogan des Jeux Olympiques d'été 2008.
Mais également, à la reconstruction et la réunification progressive et de la Chine après une division de cent ans liée aux colonisateurs internationaux. Les efforts nécessaires à la réussite de ce rêve sont également mis en avant.

### Réunification de la Chine
Elle parle de 100 jours et est chanté par 100 chanteurs, parce qu'elle est écrite par le parolier hongkongais Albert Leung (林夕). C'est une référence aux 99 ans du contrat de cession du territoire de Hong Kong avec le Royaume-Uni et de sa rétrocession la 100e année. Cela s'applique également au contrat avec le Portugal concernant Macao.
Le compositeur Xiao ke (小柯) est quant à lui de Chine continentale et les interprètes viennent de l'ensemble du monde chinois[réf. nécessaire], autre symbole de la réunification On peut citer par exemple le Hong-kongais Jackie Chan, la Tibétaine Han Hong, le Mongol Tang Geer, la Singapourienne Stefanie Sun ou encore le groupe taïwanais 5566.

### Tradition d'hospitalité
Les traditions de l'hospitalité chinoise sont le thème principal et le plus développé de la chanson:
《我家大门常打开》(Wǒjiā dàmén cháng dǎkāi Les portes de ma maisons sont souvent ouvertes)
《开放怀抱等你》( Kāifàng huáibào děng nǐ Des bras ouverts vous attendent)
《陌生熟悉都是客人》(Mòshēng shúxī dōu shì kèrén Que vous soyez étranger ou familier vous êtes tous nos invités) 
(étranger dans le sens de personne que l'on ne connaît pas à l'inverse de familier) 
《天大地大都是朋友》(Tiāndà dìdà dū shì péngyǒu Le monde est grand mais tous sont mes amis)[réf. nécessaire]
Les étrangers y sont accueillis les bras grands ouverts et très simplement, comme des gens de la famille, sans faire trop de manières ou de cérémonies. Les échanges mutuels qui en découlent apportant des enrichissements pour tous.

### Efforts nécessaires à la réussite
Cette chanson rappelle également les efforts nécessaires à la réussite, pour les sportifs comme pour tout le monde, et rappelle qu'avec le courage et le travail, tous les rêves peuvent devenir réalité :
《有梦想谁都了不起》/ 《有夢想誰都了不起》(yǒu mèngxiǎng shéi dōu liǎobùqǐ  Avec des rêves n'importe qui peut-être incroyable)
《有勇气就会有奇迹》/ 《有勇氣就會有奇跡》(yǒu yǒngqì jiù huì yǒu qíjì Avec du courage on rencontre des miracles)[réf. nécessaire]

## Jeu de mots
Beijing huanying ni est également l'homonyme des cinq  fuwa (福娃), mascottes de ces JO : Beibei (贝贝/貝貝, bèibèi), jingjing (晶晶, jīngjīng), huanhuan (歡歡, huānhuān), yingying (迎迎, yíngyíng), et nini (妮妮, nīnī). Chaque syllabe (caractère chinois) de la chanson est doublé dans leurs noms.

## Liste complète des chanteurs
- Chen Tian Jia (陳天佳)
- Liu Huan (劉歡)
- Na Ying (那英)
- Stefanie Sun (孫燕姿)
- Sun Yue (孫悅)
- Leehom Wang (王力宏)
- Han Hong (韓紅)
- Wakin 'Emil' Chau (Zhou Huajian) (周華健)
- Gigi Leung (梁詠琪)
- Yu Quan (羽泉)
- Jackie Chan (成龍)
- Richie Ren (任賢齊)
- Jolin Tsai (蔡依林)
- Sun Nan (孫楠)
- Zhou Bichang (周筆暢)
- Wei Wei (韋唯)
- Huang Xiaoming (黃曉明)
- Han Geng (韓庚)
- Wang Feng (汪峰)
- Karen Mok (莫文蔚)
- Tan Jing (譚晶)
- Eason Chan (陳奕迅)
- Yan Weiwen (閻維文)
- Dai Yuqiang (戴玉強)
- Wang Xia (王霞), Li Shuangsong (李雙江)
- Liao Changyong (廖昌永)
- Lin Yilun (林依輪)
- Jang Nara (張娜拉)
- JJ Lin (林俊傑)
- Ah Du (阿杜)
- Joey Yung (容祖兒)
- Chris Lee (李宇春)
- David Huang (黃大煒)
- Chen Kun (陳坤)
- Nicholas Tse (謝霆鋒)
- Han Lei (韓磊)
- Vivian Hsu (徐若瑄)
- Fei Xiang (費翔)
- Tang Can (湯燦)
- Ling Chi Ling (林志玲), Zhang Zi Lin (張梓琳)
- Jane Zhang (張靚穎)
- Valen Hsu (許茹芸), Sky Wu (伍思凱)
- Yang Kun (楊坤), Fan Wei Qi (范瑋琪)
- You Hong Ming (游鴻明), Zhou Xiao Ou (周曉歐)
- Sha Baoliang (沙寶亮), Man Wen Jun (滿文軍)
- Jin Hai Xin (金海心), Peter Ho (何潤東)
- FIR (飛兒), Pang Long (龐龍)
- Kenji Wu (吳克群), Qi Feng (齊峰)
- 5566, Anson Wu (胡彥斌)
- Yumiko Cheng (鄭希怡), Dao Lang (刀郎)
- Ji Min Jia (紀敏佳), Tu Hong Gang (屠洪剛), Dennis Ng (吳彤)
- Guo Rong (郭容), Will Liu (劉畊宏), Tang Geer (騰格爾)
- Jin Sha (金莎), Awaking (蘇醒), Wei Jia (韋嘉)
- Fu Li Shan (付麗珊), Huang Zheng (黃征), Jaycee Chan (房祖名)